# 湖北武漢職業足球倶楽部
湖北武漢職業足球倶楽部（こほく-ぶかん-しょくぎょう-）は、中華人民共和国湖北省武漢市をホームタウンとしていたプロサッカークラブ。2008年10月、シーズン途中で脱退し、中国サッカー協会からプロリーグ参加資格剥奪処分を受け、2009年度のリーグ復帰が実現せず、廃部となった。

## 歴史
- 1994年 - 湖北武漢職業足球倶楽部創立。
- 1997年 - 甲Bリーグにて優勝。
- 2004年 - 甲リーグにて優勝し、超級リーグへ昇格。
- 2005年 - CSL杯にて優勝。
- 2006年 - 武漢光谷建設がチームスポンサーとなり、クラブ名を「武漢光谷足球隊」（武汉光谷足球队）とする。
- 2008年 - 2008年10月、シーズン途中でリーグ脱退。中国サッカー協会よりスーパーリーグから甲Bリーグまでの参加資格剥奪処分。
- 2009年 - 2009年リーグでの復帰が実現せず、中国プロサッカー界で初めてのチーム消失となった。チームの残存選手を中心に新チーム「湖北緑茵足球倶楽部」が設立された。

### クラブ名の由来
2005年のシーズンまでは黄鶴楼酒業がスポンサーで、「武漢黄鶴楼」と言うクラブ名だったが、2006年のシーズンから武漢光谷建設がチームスポンサーで「武漢光谷」と称していた。

## 歴代所属メンバー
DF
- 李瑋峰

## その他
武漢光谷の消滅に伴い、湖北省のクラブがなくなったため、湖北省体育局は湖北省のサッカーの火を絶やさないため新しくサッカークラブを作ることを決意。
これが後の武漢卓爾足球倶楽部である。